# Newinnomyssk
Newinnomyssk (russisch Невинномы́сск) ist eine Großstadt in der Region Stawropol im Süden Russlands mit 113.000 Einwohnern. Die Stadt befindet sich beiderseits des Kuban-Flusses an dessen Zusammenfluss mit dem Bolschoi Selentschuk, rund 50 km südlich der Regionshauptstadt Stawropol sowie 47 km nördlich der Großstadt Tscherkessk.
|                       | Jan  | Feb  | Mär  | Apr  | Mai  | Jun  | Jul  | Aug  | Sep  | Okt  | Nov | Dez  |   |      |
| Mittl. Tagesmax. (°C) | 0,3  | 1,7  | 7,7  | 16,9 | 22,3 | 26,1 | 28,9 | 28,0 | 23,3 | 15,9 | 9,2 | 3,3  | ⌀ | 15,4 |
| Mittl. Tagesmin. (°C) | −7,8 | −6,3 | −1,7 | 4,9  | 9,7  | 13,3 | 16,0 | 15,0 | 10,6 | 4,5  | 0,6 | −4,0 | ⌀ | 4,6  |
|                       |      |      |      |      |      |      |      |      |      |      |     |      |   |      |
| Niederschlag (mm)     | 24   | 19   | 31   | 46   | 69   | 90   | 65   | 74   | 44   | 35   | 37  | 33   | Σ | 567  |
|                       |      |      |      |      |      |      |      |      |      |      |     |      |   |      |
| Regentage (d)         | 5    | 5    | 6    | 8    | 9    | 9    | 8    | 7    | 6    | 5    | 7   | 7    | Σ | 82   |

| −7,8 |

| −6,3 |

| −1,7 |

| 4,9 |

| 9,7 |

| 13,3 |

| 16,0 |

| 15,0 |

| 10,6 |

| 4,5 |

| 0,6 |

| −4,0 |

| −7,8 |

| −6,3 |

| −1,7 |

| 4,9 |

| 9,7 |

| 13,3 |

| 16,0 |

| 15,0 |

| 10,6 |

| 4,5 |

| 0,6 |

| −4,0 |

## Geschichte
Newinnomyssk wurde im Jahre 1825 als Kosaken-Siedlung (Staniza) nahe einem Fort gegründet, der 1784 als eine der neun Festungen der sogenannten Asow-Mosdoker Verteidigungslinie am nordkaukasischen Abschnitt der russischen Staatsgrenze angelegt wurde. Da der Fort exakt an einem Kap des Kuban-Ufers gebaut worden war, der den Namen Newinny trug – wörtlich „der Unschuldige“ (einer Legende nach deshalb, weil dort einst kaukasische Krieger Morde an unschuldigen Frauen und Kindern verübt hatten) – bürgerte sich für die Siedlung später der Name Newinnomysskaja, also „Siedlung am unschuldigen Kap“, ein.
Da im 19. Jahrhundert ein Großteil der kaukasischen Territorien an Russland ging, verlor Newinnomysskaja schnell ihre Bedeutung als Grenzposten; stattdessen entwickelte sich dort die Landwirtschaft, was durch den fruchtbaren Boden und das vergleichsweise milde Klima begünstigt wurde. Ende des Jahrhunderts entstand in der Staniza die erste Fabrik, und 1875 wurde sie mit der Verlegung der Strecke nach Wladikawkas an das russische Eisenbahnnetz angeschlossen.
1939 erhielt Newinnomysskaja den Stadtstatus und hieß von nun an Stadt Newinnomyssk. 1936 begann man dort mit der Errichtung eines großen Bewässerungskanals für den Bedarf der Landwirtschaft der Region Stawropol. Die Fertigstellung gelang jedoch erst im Jahre 1948, vor allem weil die Stadt während des Zweiten Weltkriegs von August 1942 bis Januar 1943 von der deutschen Wehrmacht besetzt wurde und erhebliche Zerstörungen davontrug.
In den 1950er- und 1960er-Jahren entstand in Newinnomyssk eine Vielzahl von Industriebetrieben. In dieser Zeit verdoppelte sich dessen Einwohnerzahl annähernd. Mitte der 1970er-Jahre überschritt sie die Großstadtmarke von 100.000 Einwohnern.

### Bevölkerungsentwicklung
| Jahr | Einwohner |
| ---- | --------- |
| 1939 | 22.797    |
| 1959 | 39.806    |
| 1970 | 85.067    |
| 1979 | 103.708   |
| 1989 | 121.355   |
| 2002 | 132.141   |
| 2010 | 118.360   |

Anmerkung: Volkszählungsdaten

## Wirtschaft und Verkehr
Newinnomyssk gilt nach wie vor als Industriestadt, wobei vor allem die chemische Industrie eine wirtschaftliche Rolle spielt. Allerdings gilt Newinnomyssk dadurch auch als eine der ökologisch am stärksten verschmutzten Städte der Stawropoler Region. Außer Chemiefabriken gibt es in der Stadt unter anderem eine Gerätebaufabrik sowie ein Wärmekraftwerk des Energieversorgers OGK-5.
Newinnomyssk liegt an der föderalen Fernstraße R217 Kawkas (Teilabschnitt von Armawir nach Mineralnyje Wody) und hat einen Fernbahnhof an der Bahnstrecke Rostow am Don – Baku.

## Söhne und Töchter der Stadt
- Jelena Bereschnaja (* 1977), Eiskunstläuferin
- Natallja Michnewitsch (* 1982), belarussische Leichtathletin
- Oleg Skripotschka (* 1969), Kosmonaut
- Boris Tokarew (1927–2002), Leichtathlet
- Denis Urubko (* 1973), Bergsteiger